# Wilhelm-Hauff-Museum
Das Wilhelm-Hauff-Museum ist dem Dichter der Romantik Wilhelm Hauff (1802–1827) gewidmet und befindet sich im Lichtensteiner Ortsteil Honau im Landkreis Reutlingen in Baden-Württemberg.

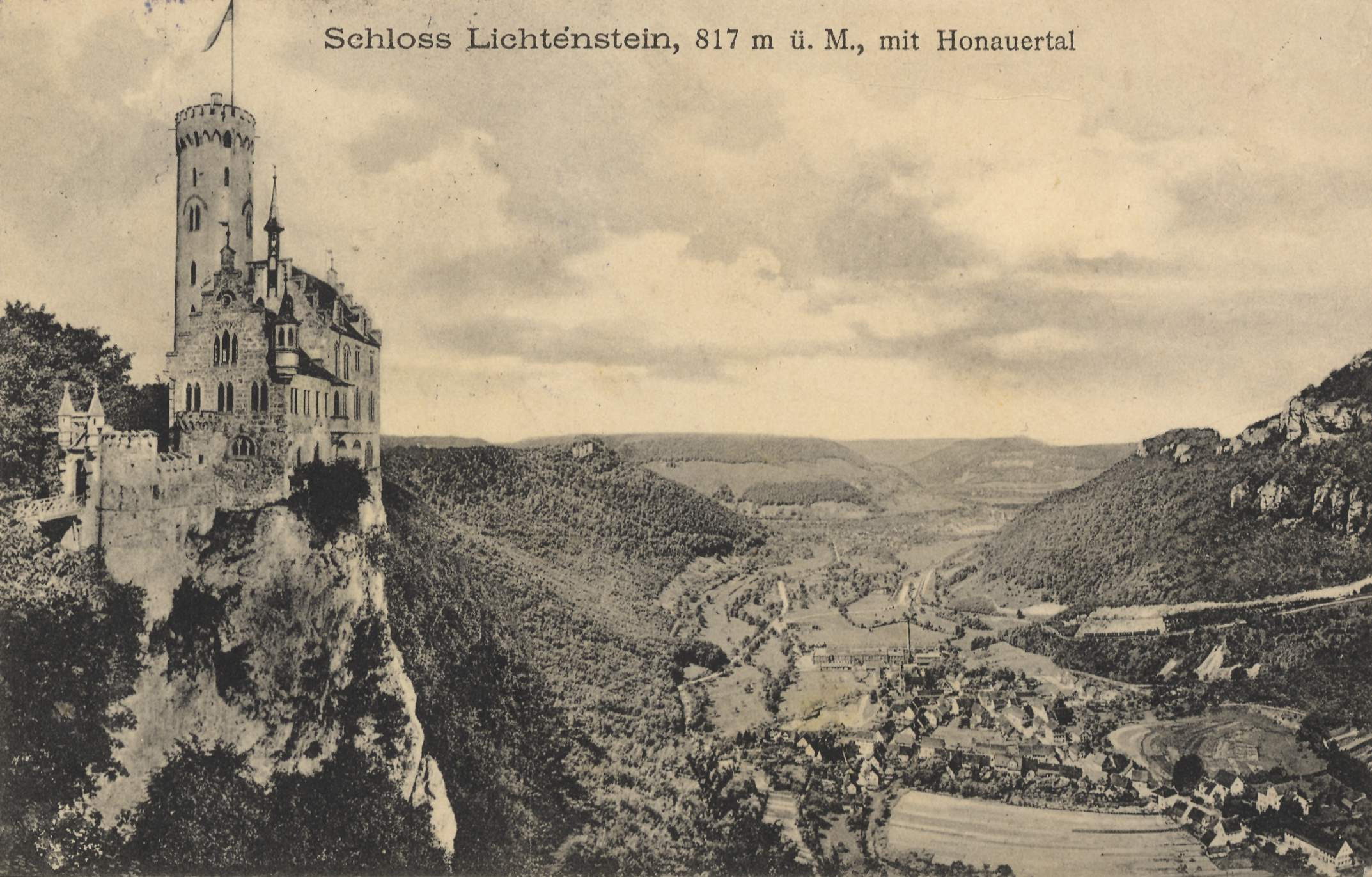
Schloss Lichtenstein mit Honauertal (Zeno Ansichtskarte)

## Geschichte
Das heutige Museumsgebäude wurde einst als Farrenstall, das heißt als Unterbringung für Zuchtbullen, erbaut. Dies geschah gemäß dem württembergischen „Gesetz betreffend die Farrenhaltung“ von 1882, das besagt: „Die Gemeinden sind verpflichtet, die für die Rindviehzucht (…) erforderlichen Farren zu halten (…).“ Teilweise wurden einzelne Bauern mit der Haltung beauftragt und dafür entlohnt. Doch zunehmend bauten Gemeinden einen eigenen Farrenstall an zentraler Stelle. Nachdem sich die künstliche Besamung durchgesetzt hatte, benötigte man die dezentrale Haltung von Zuchtbullen und deren Ställe nicht mehr. So wurden aus diesen Gebäuden Bibliotheken, Bürgerhäuser oder Museen. Der Geschichts- und Heimatverein Lichtenstein engagierte sich dafür, im ehemaligen Farrenstall zu Ehren des Dichters Wilhelm Hauff ein Museum einzurichten.
So eröffnete die Gemeinde Lichtenstein rechtzeitig zu Wilhelm Hauffs 180. Geburtstag im Jahr 1982 das renovierte Haus als Museum. Es liegt am Fuße des Felsens, auf dem – nach der Vorlage von Hauffs Roman Lichtenstein (erschienen 1826) – Wilhelm von Württemberg das Schloss Lichtenstein 1840 bis 1842 errichten ließ.

## Museum
Die Ausstellung wurde 1982 eingerichtet und 2013 mit Unterstützung des Deutschen Literaturarchivs Marbach, wo sich der literarische Nachlass des Dichters befindet, und der Arbeitsstelle für literarische Museen und Gedenkstätten in Baden-Württemberg (ALIM) neu gestaltet. Im Zentrum der Ausstellung stehen Ausgaben des Romans Lichtenstein und Hintergrundinformationen zu Ort und Geschichte. Daneben werden Märchenausgaben präsentiert, die Hauff neben zahlreichen Novellen geschrieben hat, so etwa Zwerg Nase, Kalif Storch, Der kleine Muck und Das kalte Herz.
Das Museum versteht sich zudem als Veranstaltungsort für Familien sowie Lernort für Schulen.